# Secrétariat général de la Défense et de la Sécurité nationale
Le secrétariat général de la Défense et de la Sécurité nationale (SGDSN), anciennement secrétariat général à la Défense nationale (SGDN), est un organisme interministériel placé sous l'autorité du Premier ministre français. Il est chargé d'assister le Premier ministre dans l'exercice de ses responsabilités en matière de défense et de sécurité nationale et d'assurer le secrétariat du Conseil de défense et de sécurité nationale. Depuis le 26 mars 2025, le secrétaire général est le diplomate Nicolas Roche.
Sous la Ve République, le SGDSN est un rouage essentiel du pouvoir exécutif. Ses missions sont la protection de l'État contre les cyberattaques ; la prévention et de la gestion des crises (attaques terroristes, épidémies…) à la protection du secret de la défense nationale.
Cinq autres secrétaires généraux gouvernementaux existent : le secrétariat général du gouvernement, le secrétariat général de la Mer, le secrétariat général des Affaires européennes, secrétariat général à la Planification écologique et le secrétariat général pour l'investissement.

## Historique

Logo entre 2010 et 2016.

Dès 1906 fut créé un Conseil supérieur de la Défense nationale (CSDN), organisme d'étude qui réunissait périodiquement les ministres de la Guerre, des Affaires étrangères et de l'Intérieur. La permanence du besoin d'une coordination s'affirmait déjà et n'a jamais cessé depuis lors.
Entre 1921 et 1939, tirant les leçons de la Première Guerre mondiale, le gouvernement confiait à un conseil supérieur de la Défense nationale et à son secrétariat général permanent, la préparation des mesures de mobilisation humaine, économique et administrative pour le temps de guerre.
Après la Seconde Guerre mondiale, la coordination de la Défense fut assurée par un seul organisme, l'état-major général de la Défense nationale, devenu par la suite état-major permanent du Président du conseil.
En 1950 fut réinstauré le partage des rôles entre le secrétariat général permanent de la Défense nationale (SGPDN) et un état-major combiné des forces armées, placés tous les deux sous l'autorité du chef du gouvernement.
Sous la Cinquième République, après quelques années, 1962 vit de nouveau la dissociation des deux compétences entre un état-major des armées dépendant du ministère de la Défense et le SGDN, placé sous l'autorité du Premier ministre. Dans le même temps, l'évolution de la notion et des réalités de la Défense et de la Sécurité orientait les missions du SGDN vers un cadre plus large.
Au 13 janvier 2010, le secrétariat général à la Défense élargit ses missions et devient le secrétariat général de la Défense et de la Sécurité nationale en absorbant le secrétariat général du conseil de la sécurité intérieure (SGCSI) créé en 2002,.

## Organisation et missions

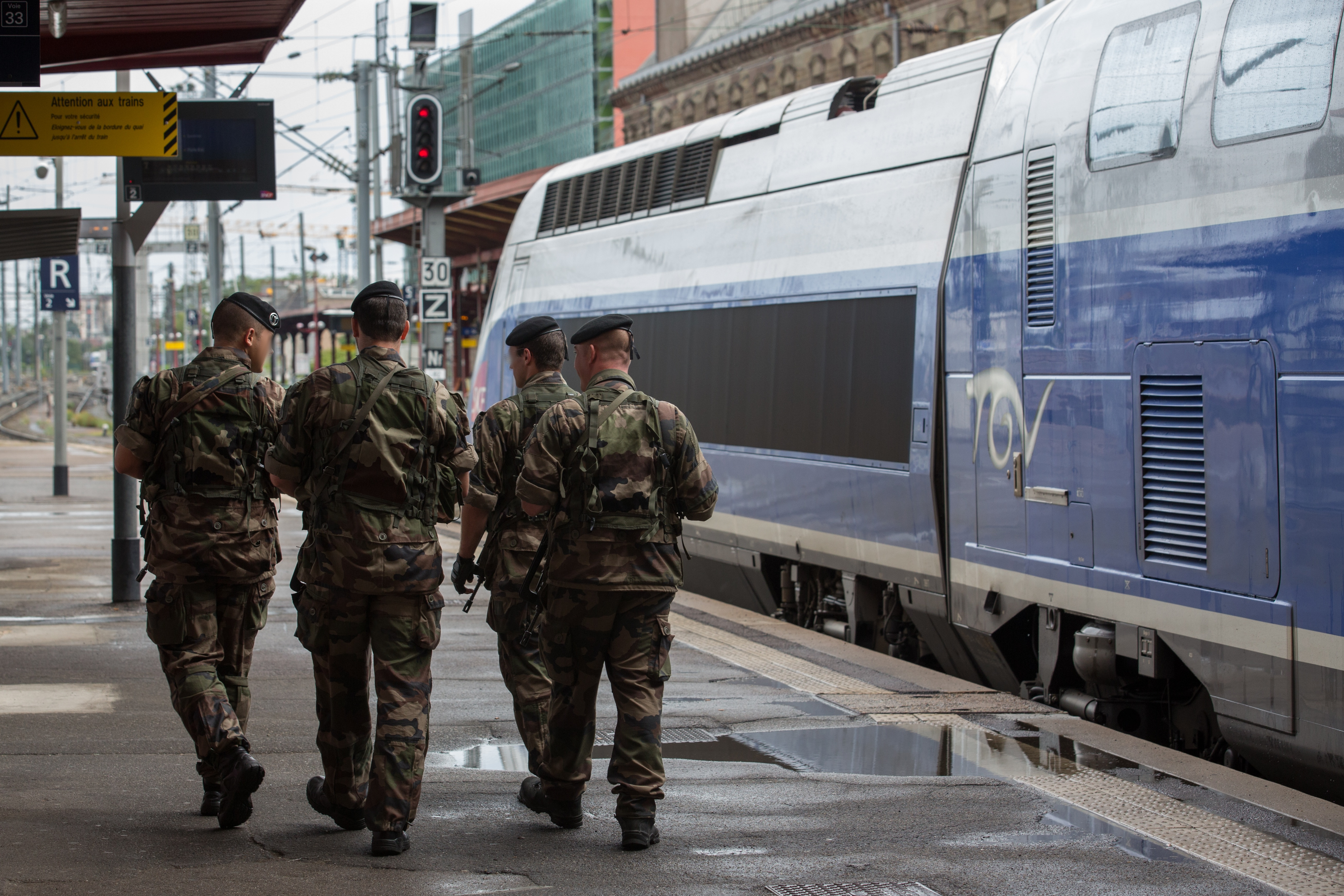
Le SGDSN est responsable des plans gouvernementaux de défense et de sécurité, dont le Plan Vigipirate.

Le SGDSN constitue un service du Premier ministre. Il assure le secrétariat du Conseil de défense et de sécurité nationale (CDSN). Conformément aux directives du Président de la République et du Premier ministre, il conduit, en liaison avec les départements ministériels concernés, les travaux préparatoires aux réunions. Il prépare les relevés de décisions, notifie les décisions prises et en suit l'exécution.
Le SGDSN assiste le Premier ministre dans l'exercice de ses responsabilités en matière de Défense et de Sécurité nationale. À ce titre :
1. il anime et coordonne les travaux interministériels relatifs à la politique de Défense et de Sécurité nationale et aux politiques publiques qui y concourent ;
2. en liaison avec les départements ministériels concernés, il suit l'évolution des crises et des conflits internationaux pouvant affecter les intérêts de la France en matière de Défense et de Sécurité nationale et étudie les dispositions susceptibles d'être prises ; il est associé à la préparation et au déroulement des négociations ou des réunions internationales ayant des implications sur la Défense et la Sécurité nationale et est tenu informé de leurs résultats ;
3. il propose, diffuse et fait appliquer et contrôler les mesures nécessaires à la protection du secret de la Défense nationale ; il prépare la réglementation interministérielle en matière de Défense et de Sécurité nationale, en assure la diffusion et en suit l'application ;
4. en appui du coordonnateur national du renseignement, il concourt à l'adaptation du cadre juridique dans lequel s'inscrit l'action des services de renseignement et à la planification de leurs moyens et assure l'organisation des groupes interministériels d'analyse et de synthèse en matière de renseignement ;
5. il élabore la planification interministérielle de Défense et de Sécurité nationale, veille à son application et conduit des exercices interministériels la mettant en œuvre ; il coordonne la préparation et la mise en œuvre des mesures de Défense et de Sécurité nationale incombant aux divers départements ministériels et s'assure de la coordination des moyens civils et militaires prévus en cas de crise majeure ;
6. il s'assure que le Président de la République et le Gouvernement disposent des moyens de commandement et de communications électroniques nécessaires en matière de Défense et de Sécurité nationale et en fait assurer le fonctionnement ;
7. il propose au Premier ministre et met en œuvre la politique du Gouvernement en matière de sécurité des systèmes d'information ; il dispose à cette fin du service à compétence nationale dénommé « Agence nationale de la sécurité des systèmes d'information » ;
8. il veille à la cohérence des actions entreprises en matière de politique de recherche scientifique et de projets technologiques intéressant la Défense et la Sécurité nationale et contribue à la protection des intérêts nationaux stratégiques dans ce domaine[C 3].

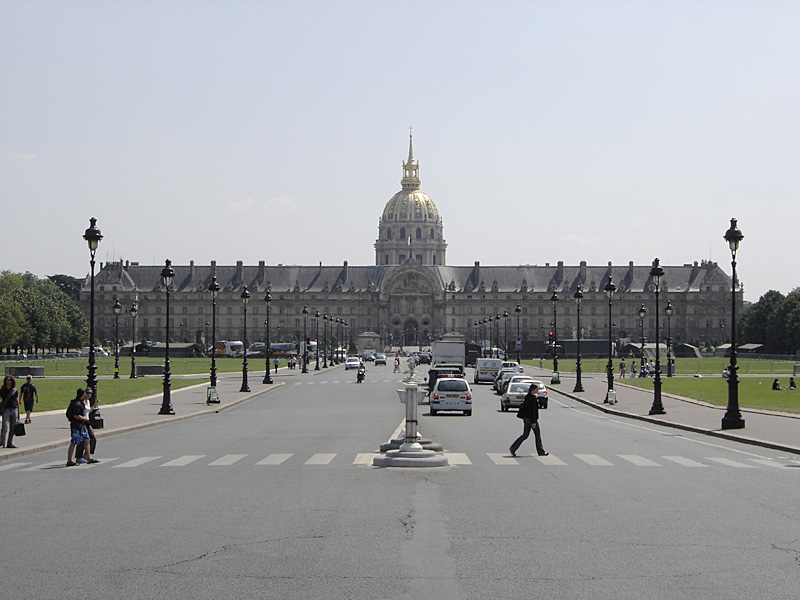
Le SGDSN est situé à l'hôtel des Invalides.

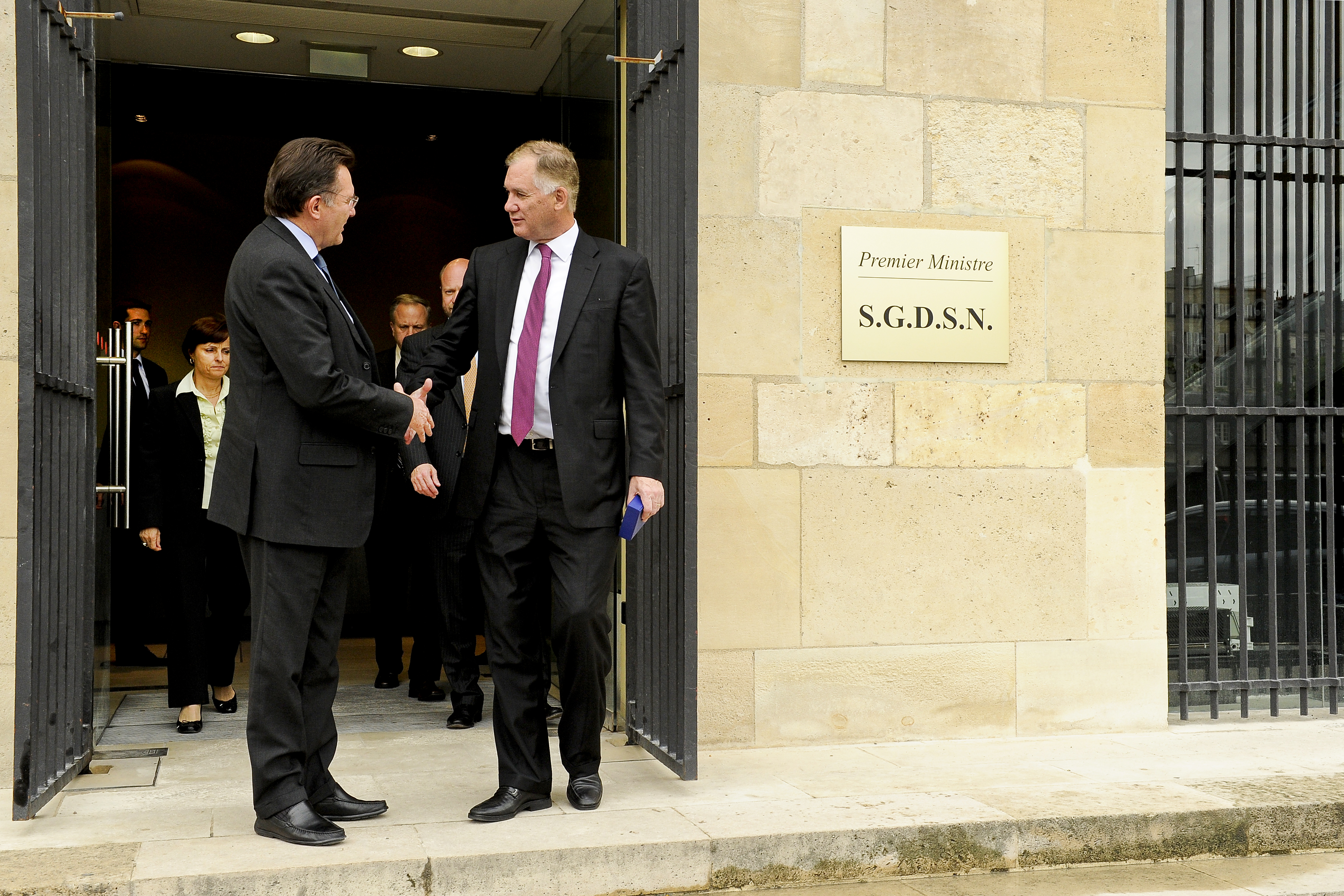
Francis Delon, secrétaire général de la Défense et de la Sécurité nationale (à gauche) dit au revoir à William J., secrétaire adjoint à la Défense des États-Unis (à droite), devant l'entrée du secrétariat général en 2011, après une réunion sur la cybersécurité.

Outre le secrétaire général et le secrétaire général adjoint, le SGDSN comprend :
- la direction de la protection et de la sécurité de l'État ;
- la direction des affaires internationales, stratégiques et technologiques ;
- le service de l'administration générale.

Trois services à compétence nationale sont rattachés au SGDSN :
- l'Agence nationale de la sécurité des systèmes d'information (ANSSI)[γ] ;
- l'Opérateur des systèmes d'information interministériels classifiés (OSIIC), créé en 2020 par fusion du centre de transmissions gouvernemental (CTG), créé en 1944 par le gouvernement provisoire[4], et de la sous-direction numérique (SDN) de l'ANSSI[δ],[5] ;
- le service de vigilance et de protection contre les ingérences numériques étrangères (VIGINUM) créé en 2021[ε].

Le Groupement interministériel de contrôle (GIC) est un service à compétence nationale rattaché au Premier ministre et, pour sa gestion administrative et budgétaire, au secrétariat général de la défense et de la sécurité nationale. Ce dernier est notamment chargé de la passation des marchés, de la gestion budgétaire et financière et du recrutement des agents du service.
Au 31 décembre 2022, le SGDSN compte 1 472 agents, dont 622 à l'ANSSI, 284 au GIC et 278 à l'OSIIC.
Par délégation du Premier ministre, le SGDSN assure la tutelle de l'Institut des hautes études de Défense nationale (IHEDN) ; il assurait jusqu'à sa suppression celle de l'Institut national des hautes études de la sécurité et de la justice (INHESJ).
À compter de 2024, le secrétaire général de la défense et de la sécurité nationale assure le secrétariat du conseil de politique nucléaire (CPN), et le haut-commissaire à l'Énergie atomique (HCEA) lui est rattaché pour sa gestion administrative et budgétaire,.
Depuis janvier 2025, le SGDSN pilote le nouvel Institut national pour l'évaluation et la sécurité de l'intelligence artificielle (INESIA).

## Secrétaire général

### Fonctions es qualité
Le secrétaire général, par sa qualité :
- est secrétaire du Conseil de défense et de sécurité nationale, dans ses formations plénière, spécialisées et restreintes[C 6],
- est secrétaire du Conseil de politique nucléaire[η],
- est secrétaire du comité interministériel aux crises nucléaires ou radiologiques[C 7],
- est membre du conseil d'administration de l'Institut des hautes études de défense nationale[C 8],
- est membre du conseil d'administration du Comité des archives de la défense (d)[θ],
- est membre du conseil de la Commission interministérielle de la sûreté aérienne (d)[C 9].

### Liste des secrétaires généraux
Les secrétaires généraux de la Défense nationale, puis de la Défense et de la Sécurité nationale, ont été successivement :
| Secrétaire général                                                     | Décret de nomination | Décret de nomination |
| ---------------------------------------------------------------------- | -------------------- | -------------------- |
| Secrétaires généraux permanents de la Défense nationale (SGPDN)        |                      |                      |
| Jean Mons, préfet                                                      | 6 juin 1950          | [ a ]                |
| Geoffroy Chodron de Courcel, diplomate                                 | 2 avril 1955         | [ b ]                |
| Secrétaires généraux de la Défense nationale (SGDN)                    |                      |                      |
| Général Michel Fourquet                                                | 18 juillet 1962      | [ c ]                |
| Général Michel de Brébisson                                            | 1er février 1966     | [ d ]                |
| Général Bernard Cazelles (d)                                           | 24 mars 1969         | [ e ]                |
| Général Jacques Beauvallet                                             | 11 février 1970      | [ f ]                |
| Général Jean Simon                                                     | 1er juin 1973        | [ g ]                |
| Général Roger Rhenter (d)                                              | 7 avril 1977         | [ h ]                |
| Général Jacques Antoine de Barry                                       | 19 avril 1983        | [ i ]                |
| Général Gilbert Forray                                                 | 31 juillet 1987      | [ j ]                |
| Guy Fougier, conseiller d'État                                         | 9 juin 1988          | [ k ]                |
| Général Achille Lerche, conseiller d'État                              | 18 juin 1993         | [ l ]                |
| Jean Picq, conseiller-maître à la Cour des comptes                     | 6 juillet 1995       | [ m ]                |
| Isabelle Renouard, ministre plénipotentiaire hors classe               | 9 décembre 1996      | [ n ]                |
| Jean-Claude Mallet, conseiller d'État                                  | 8 juillet 1998       | [ o ]                |
| Francis Delon, conseiller d'État                                       | 29 juillet 2004      | [ p ]                |
| Secrétaires généraux de la Défense et de la Sécurité nationale (SGDSN) |                      |                      |
| Francis Delon, conseiller d'État                                       | 13 janvier 2010      | [ q ]                |
| Louis Gautier, conseiller maître à la Cour des comptes                 | 10 octobre 2014      | [ r ]                |
| Claire Landais, conseillère d'État                                     | 28 février 2018      | [ s ]                |
| Général François-Xavier de Woillemont (intérim)                        | 22 juillet 2020      | [ t ]                |
| Stéphane Bouillon, préfet                                              | 17 août 2020         | [ u ]                |
| Général Cédric Gaudillière (intérim)                                   | 3 mars 2025          | [ 9 ]                |
| Nicolas Roche, ministre plénipotentiaire                               | 26 mars 2025         | [ v ]                |